# Ghala Nefhi (district)

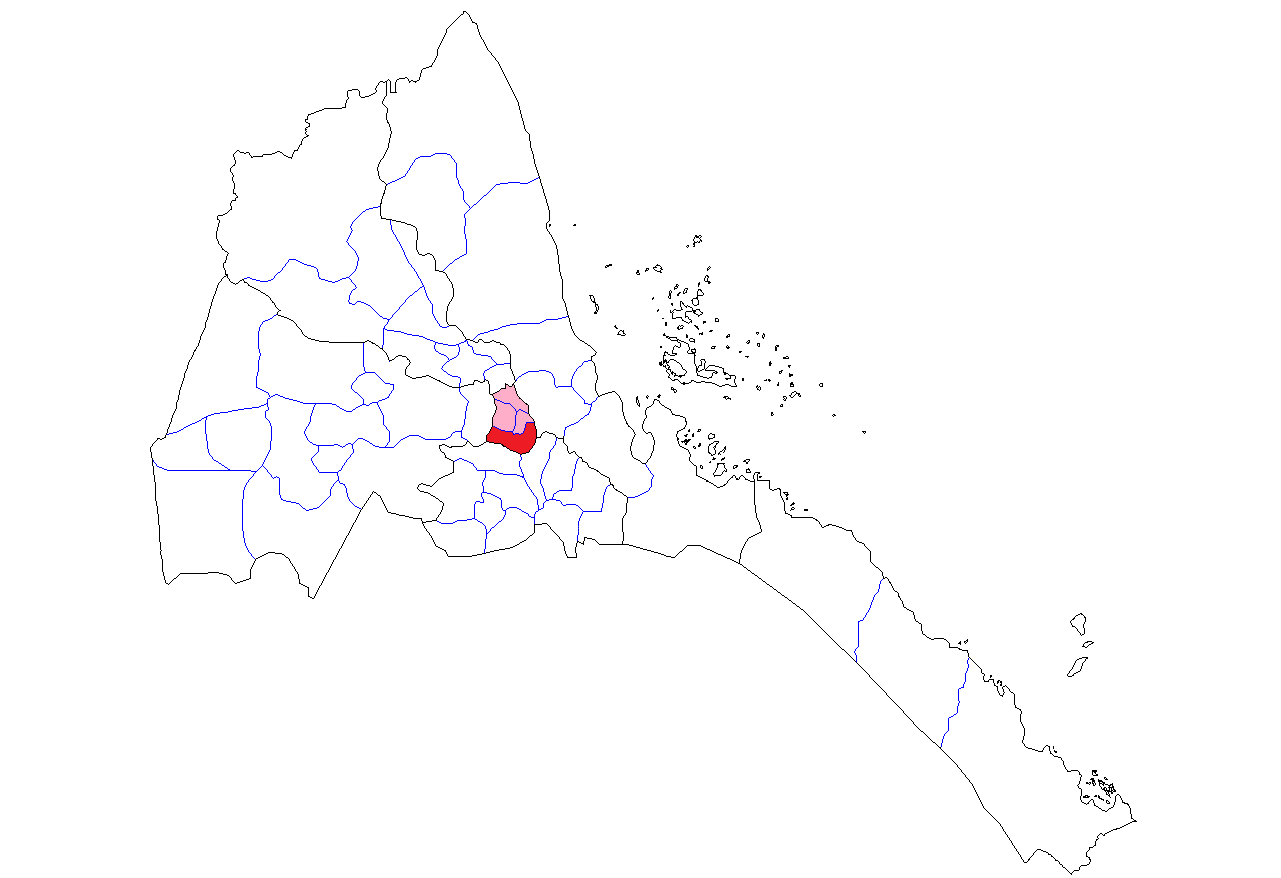
District de Ghala-Nefhi

Ghala Nefhi (en alphasyllabaire guèze : ጋላ ንፍሒ) est un district de la région Maekel de l'Érythrée. La principale ville et capitale de ce district est Ghala Nefhi. 
Ce district est subdivisé en sous unités administratives, les kebabi.